# Лешуков, Илья Сергеевич
Илья Сергеевич Лешуков (род. 27 декабря 1995 года, Екатеринбург, Свердловская область) — российский волейболист, мастер спорта международного класса России, игрок ВК «Факел-Ямал» г.Новый Уренгой и сборной России по пляжному волейболу.

## Биография
С семи лет занимался футболом, волейболом и баскетболом. Неоднократно играл на соревнованиях за город и область. В девять лет окончательно остановил свой выбор на волейболе. Окончив начальную школу, перешёл в школу № 2 города Березовского Свердловской области. Первым тренером по волейболу стал лучший детский тренер в области Валерий Шкиндер.
В 2010 году по итогам областных соревнований поступил в Училище олимпийского резерва № 1 города Екатеринбурга, на отделение волейбола. В летний период увлекался пляжным волейболом. Неоднократный победитель соревнований Свердловской, Челябинской и Тюменской областей. В 2012 году, попробовав свои силы в финале молодежного чемпионата России, перешёл в пляжный волейбол. Стал обучаться на отделении пляжного волейбола в Колледже олимпийского резерва № 1 города Санкт Петербурга. С ним занимался тренер Юрий Чухненков.
В 2013 году, закончив 11 классов, продолжил образование в колледже. В 2017 году окончил колледж олимпийского резерва по специальности учитель по физической культуре. В том же 2017 году получил диплом СПБГЭУ по специальности инженер-экономист. Окончив образование, переехал в Москву.

## Спортивная карьера
В классическом волейболе было выбрано основное амплуа игрока — доигровщик (нападающий второго темпа; винг-спайкер). Хотя пробовал себя и на других позициях, как связующий игрок и либеро. Участвуя в играх за Свердловскую область, неоднократно признавался лучшим нападающим Уральского Федерального округа. В 2011 году всё больше склонялся к пляжному волейболу.
Профессиональную карьеру начал в 2013 года в клубе «Приморец» (Санкт-Петербург). Победил в международном турнире «Bobrikov Open 2013» в Турции. В этом же году с одноклубником Василием Андриановым занял третье место на финале чемпионата EEVZA в Латвии. С 2013 года член молодежной сборной команды России.
В 2014 году в 18-летнем возрасте с представителем ВК «Гранд» г. Ростов-на-Дону, Александром Маргиевым завоевал второе место на чемпионате Европы до 20 лет (Чезенатико, Италия). В этом же году — второе место на чемпионате мира до 21 года (Ларнака, Республика Кипр).
В конце 2014 года перешёл в клуб «Подмосковье» (Одинцово, Московская область). Напарником по команде стал опытный мастер спорта Александр Лихолетов.
В первом для себя сезоне пара завоевала бронзовые медали финала чемпионата России 2015 года. В 2016 году заняли второе место на финале чемпионата России. Стали обладателями Кубка России 2016 года. В 2017 году вновь стали бронзовыми призерами.
В 2017 году Лешуков переехал в Москву, а с декабря 2017 года напарником по команде стал Константин Семенов. В первом своем совместном турнире, финальном этапе чемпионата EEVZA в Москве, одержали победу. Вновь образованная пара проводил предсезонную подготовку в Бразилии, участвовала в этапах чемпионата Бразилии. В мае победили на мировой серии 3* в Мерсин, Турция. Далее — третье место на мировом этапе 4* в Острова, Чехия. Четвертое место на чемпионате Европы.

## Достижения
- Член молодежной сборной России 2013—2015 г.г.
- 3 место на этапе чемпионата EEVZA 2013 г. Латвия, Рига
- 2 место Спартакиада среди молодежи 19-20 лет 2014 г. Россия, Казань *2 место на Чемпионате Мира до 21 года 2014 г. Кипр, Ларнака
- 2 место на Чемпионате Европы до 20 лет 2014 г. Италия, Чезенатико
- 3 место на финале чемпионата России 2015 г. Россия, Анапа *2 место на этапах чемпионата EEVZA 2015 г. Россия, Москва. Литва, Вильнюс
- 1 место на Кубке России 2016 г. Россия, Москва
- 2 место на финале чемпионата России 2016 г. Россия, Сочи
- 2 место на этапе чемпионата EEVZA 2016 г. Латвия, Юрмала
- 3 место на финале чемпионата России 2017 г. Россия, Сочи
- 1 место на финальном этапе чемпионата EEVZA 2017 г. Москва
- 1 место на мировой серии 3* 2018 г. Турция, Мерсин
- 3 место на мировой серии 4* 2018 г. Чехия, Острова
- 4 место на Чемпионате Европы 2018 г.
- Лучший защитник Чемпионата Европы 2018 г.
- 2 место на финале чемпионата России 2018 г. Россия, Анапа
- 1 место на Кубке России 2018 г. Россия, Анапа
- 1 место на мировой серии 4* 2018 г. Китай, г. Янчжоу
- 3 место на мировой серии 4* 2019 г. Нидерланды, г. Гаага
- 3 место на мировой серии 4* 2019 г. Польша, г. Варшава
- 2 место на Чемпионате Европы 2019 г.
- 1 место на Чемпионате России 2021, 2022, 2023, 2024гг.
- Обладатель Кубка России (2024)

## Семья
Отец — Лешуков Сергей Викторович, инженер. Мать — Лешукова Елена Анатольевна, медицинский работник. Младший брат — Лешуков Данил.